# Локсосцелизм
Локсосцели́зм (loxoscelism) — арахноз, вызванный укусом пауков рода Loxosceles, чаще всего укусом коричневого паука-отшельника; болезнь характеризуется обширным некрозом кожи и подкожной клетчатки.

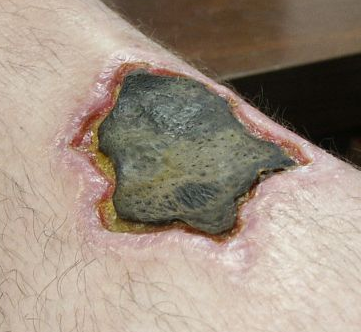
Некроз ткани, вызванный укусом паука Loxosceles reclusa

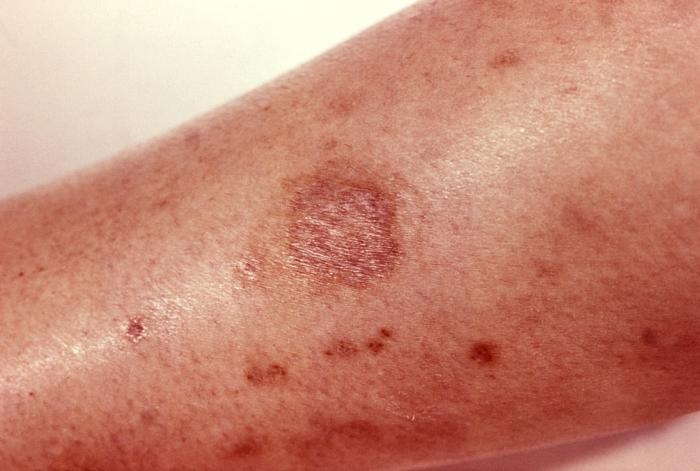
Шрамы, оставшиеся после выздоровления

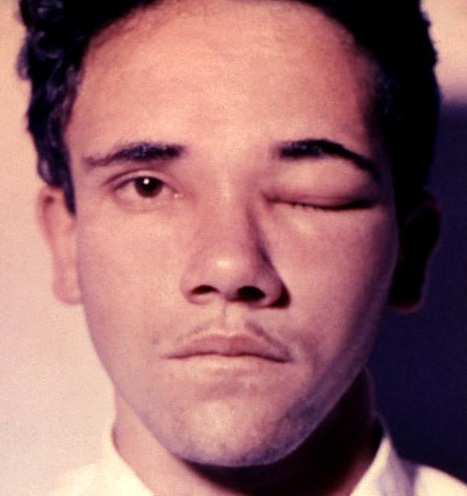
Человек на 31 часу после укуса паука Loxoceles

Укус паука очень часто остаётся незамеченным, однако в большинстве случаев ощущения схожи с ощущениями при уколе иголкой. Потом в течение 2-8 часов беспокоят лишь боль и зуд. Далее ситуация развивается в зависимости от количества яда, попавшего в кровь.
В тяжелых случаях локсосцелизм характеризуется гангренным струпом на месте укуса, тошнотой, недомоганием, лихорадкой, гемолизом и тромбоцитопенией.
В большинстве случаев укус паука незначителен и обходится без некроза, однако в больших дозах яд способен спровоцировать образование некротической язвы, уничтожающей мягкую ткань. В диаметре язва может достигать 25 мм и более, а после заживления, которое занимает 3-6 месяцев, остаётся вдавленный рубец.
Прозрачный вязкий яд этого паука содержит эстеразу, щёлочную фосфатазу, протеазу и другие ферменты, вызывающие некроз тканей и гемолиз. Основная роль в развитии некроза принадлежит сфингомиелиназе D, которая связывается с клеточными мембранами и вызывает хемотаксис нейтрофилов, тромбоз сосудов и феномен Артюса. В случае некроза подкожной клетчатки заживление может растянуться на 3 года.
В редких случаях появляются общие симптомы: со стороны внутренних органов. Большинство смертельных исходов наблюдается у детей младше семи лет, людей со слабой иммунной системой и пожилых людей.
Причиной смерти могут стать гемолитическая анемия, гемоглобинурия и почечная недостаточность.

## Первая помощь при укусе
При укусе необходимо, в первую очередь, сохранять спокойствие и вызвать врача. Затем необходимо любым способом замедлить распространение яда от места укуса. Для этого нужно приложить к месту укуса лёд. Следует иммобилизировать поражённую конечность и придать ей возвышенное положение. Для обеззараживания раны стоит применить антисептики, а для снижения боли можно применить сок алоэ. Если возможно, стоит поймать паука в чистый и надёжный контейнер — это необходимо для идентификации паука экспертом.
Существует множество вариантов лечения последствий укуса, действующих с различной степенью эффективности: гипербарическая оксигенация, дапсон, антигистаминные препараты (например, ципрогептадин), антибиотики, декстран, глюкокортикоиды, вазодилататоры, гепарин, нитроглицерин, электрический шок, кюретаж, хирургическое вмешательство и противоядие. Ни один из этих вариантов не был подвергнут контрольным испытаниям для выявления эффективности. В большинстве случаев последствия укусов вылечиваются без какого-либо медицинского вмешательства.